# سيزار سانشيز
سيزار سانشيز دومينيغيز (بالإسبانية: César Sánchez Domínguez)‏، من مواليد 2 سبتمبر 1971 في إكسترامادورا في إسبانيا، لاعب كرة قدم إسباني.
و قد كان يلعب مع نادي بلد الوليد وقد لعب معهم منذ 1992 وحتى عام 2000 وقد لعب 213 مباراة في مختلف المسابقات وبعدها انتقل إلى نادي ريال مدريد وقد لعب معهم حتى عام 2005 وقد لعب 32 مباراة بمختلف المسابقات، وبعدها انتقل إلى نادي ريال سرقسطة لعب معهم من 2005 ولغاية 2008 وشارك معهم في 117 مباراة وبعدها انتقل إلى نادي توتنهام ,لم يلعب كثيرا حيث انه شارك في 3 مباريات وفي عام 2009 انتقل إلى نادي فالنسيا حيث لعب معهم بشكل أفضل وشارك في 71 مباراة وفي صيف 2011 انتقل إلى نادي فياريال بعد أن انتهى عقده مع نادي فالنسيا وهو لغاية الآن يلعب مع فياريال وقد شارك معهم في 2 لقاء
و قد لعب مباراة واحدة مع منتخب إسبانيا لكرة القدم في عام 2000 وشارك ب لقاء واحد فقط.

## مسيرته الكروية
لعب سيزار سانشيز خلال مسيرته الاحترافية مع 7 أندية في ثلاثة وعشرون موسمًا ولم يسجل خلالها أي هدف ضمن 418 مباراة. ولم يفز بأي موسم بالكأس وفاز في موسمين بالدوري.
خاض سيزار سانشيز مسيرته مع نادي ريال بلد الوليد في موسم 1991–92 ليلعب معه تسعة مواسم، مشاركًا في 206 مباراة ولم يسجل أي هدف. ثم انتقل إلى نادي ريال مدريد في موسم 2000–01 ليلعب معه خمسة مواسم، حيث شارك في 20 مباراة ولم يسجل أي هدف أيضًا. لينتقل بعدها إلى نادي ريال سرقسطة في موسم 2005–06 واستمر معه طيلة ثلاثة مواسم، مشاركًا في 110 مباراة ولم يسجل أي هدف أيضًا. ثم انتقل إلى نادي فالنسيا في موسم 2008–09 واستمر معه طيلة ثلاثة مواسم، مشاركًا في 63 مباراة ولم يسجل أي هدف أيضًا. هذا وانتقل لاحقًا إلى نادي فياريال في موسم 2011–12 لمدة موسم واحد، مشاركًا في مباراتين ولم يسجل أي هدف أيضًا.

## روابط خارجية
- سيزار سانشيز على موقع قاعدة بيانات كرة القدم.إي يو (الإنجليزية)
- سيزار سانشيز على موقع ناشيونال فوتبول تيمز (الإنجليزية)
- سيزار سانشيز على موقع Soccerway.com (الإنجليزية)
- سيزار سانشيز على موقع عالم كرة القدم.نت (الإنجليزية)
- سيزار سانشيز على موقع كووورة